# Seks norske fjeldmelodier
Seks norske fjeldmelodier/fjellmelodier (Noors voor Zes Noorse volksliedjes) is een compositie van Edvard Grieg. Het stuk bevat eigenlijk geen nieuwe muziek van de Noorse componist. In 1874 zette Grieg 154 liedjes uit de Noorse volkstraditie om in muziek voor piano solo in zijn Norges melodier. Die 154 liedjes werden uitgegeven zonder de naam van de componist op het titelblad. Grieg schaamde zich er voor, hij had ze alleen voor het geld geschreven, op verzoek van een muziekuitgeverij. Uit die 154 volksliedjes haalde hij er een aantal waarbij hij een nieuwe arrangement schreef, opnieuw voor piano solo. De zes bergliedjes komen uit die 154 stuks en werden wel onder de naam Grieg uitgegeven:
1. Springdans  (fra Numedal) (in allegro)
2. Bådnåt (fra Valdres) (in moderato)
3. Springdans (fra Vinje) (in allegretto con brio)
4. Sjugurd of trollbrura (fra Hallingdal) (in adagio)
5. Halling (fra Østerdal) (in allegro moderato e vivace)
6. Gutten og jenta på fjøshjellen (fra Seljord) (in andantino)

## Discografie
Er is een aantal opnamen in omloop, meestal gecombineerd in sets met het gehele oeuvre voor piano solo van de componist. BIS Records is daarbij het enige platenlabel, dat het werk opus 112 toebedeelt; Griegs opuslijst komt niet verder dan nr 74.